# Aubert Côté
Aubert Côté (Beaumont, 22 marzo 1881 – Provo, 27 maggio 1938) è stato un lottatore canadese, specializzato nella lotta libera.

## Palmarès

### Olimpiadi
- Bronzo a Londra 1908 nei pesi gallo.